# Nati nel 1703
| Questa pagina contiene informazioni ricavate automaticamente dalle voci biografiche con l'ausilio del template Bio e di un bot. L'aggiornamento è periodico e automatico e ricostruisce completamente la pagina. Se manca una persona in questa lista, sei pregato di non aggiungerla, ma accertati piuttosto che la sua voce biografica contenga il template Bio e che i dati anagrafici siano correttamente compilati. Se il template Bio manca, inseriscilo tu stesso o, in alternativa, metti l'avviso {{tmp\|Bio}} che ne segnala la mancanza. Se i dati riportati sono sbagliati, correggi direttamente la voce biografica; le modifiche saranno visibili in questa lista entro pochi giorni. Per chiarimenti vedi il progetto biografie. La lista contiene solo le 103 persone che sono citate nell'enciclopedia e per le quali è stato implementato correttamente il template Bio. Pagina aggiornata al 10 giu 2025. |

## Gennaio(11)
- 1º gennaio - Heinrich Sigismund von der Heyde, generale prussiano († 1765)
- 3 gennaio - Daniel-Charles Trudaine, ingegnere e funzionario francese († 1769)
- 5 gennaio - Paul d'Albert de Luynes, cardinale e arcivescovo cattolico francese († 1788)
- 5 gennaio - James Hamilton, V duca di Hamilton, nobile scozzese († 1743)
- 13 gennaio - Filippo Farsetti, mecenate italiano († 1774)
- 15 gennaio - Paolo De Majo, pittore italiano († 1784)
- 15 gennaio - Johann Ernst Hebenstreit, botanico e naturalista tedesco († 1757)
- 15 gennaio - Enrichetta Luisa di Borbone-Condé, nobile († 1772)
- 20 gennaio - Joseph-Hector Fiocco, compositore fiammingo († 1741)
- 21 gennaio - Giovanni Cappannini, fantino italiano
- 30 gennaio - François Bigot, funzionario francese († 1778)

## Febbraio(7)
- 3 febbraio - Gregorio Bressani, filosofo italiano († 1771)
- 4 febbraio - Giovanni Claudio Fromond, matematico, fisico e filosofo italiano († 1765)
- 8 febbraio - Corrado Giaquinto, pittore italiano († 1766)
- 12 febbraio - Domenico Leonati, presbitero italiano († 1793)
- 18 febbraio - Giuseppe Maria Brignole Sale, marchese italiano († 1769)
- 21 febbraio - Mary Toft, truffatrice britannica († 1763)
- 27 febbraio - Sidney Beauclerk, politico inglese († 1744)

## Marzo(9)
- 2 marzo - Shah Waliullah Dihlawi, teologo e mistico indiano († 1762)
- 4 marzo - Nicolas-René Berryer, politico, magistrato e nobile francese († 1762)
- 5 marzo - Vasilij Kirillovič Tredjakovskij, poeta e traduttore russo († 1768)
- 10 marzo - Peter Warren, ammiraglio e politico irlandese († 1752)
- 12 marzo - László Amade, poeta ungherese († 1764)
- 14 marzo - Dionigi Latomo Massa, vescovo cattolico italiano († 1780)
- 18 marzo - Thomas Morell, librettista, letterato e tipografo inglese († 1784)
- 26 marzo - Gottfried Heinrich Krohne, architetto tedesco († 1756)
- 31 marzo - Giovanni Battista Alberoni, pittore e scenografo italiano († 1784)

## Aprile(5)
- 3 aprile - Juan Tomás de Boxadors y Sureda de San Martín, cardinale spagnolo († 1780)
- 4 aprile - Carlo Mineo, vescovo cattolico italiano († 1771)
- 15 aprile - Luisa Bergalli, scrittrice, librettista e poetessa italiana († 1779)
- 24 aprile - José Francisco de Isla, teologo e scrittore spagnolo († 1781)
- 30 aprile - Leonardo Vitetti, vescovo cattolico italiano († 1778)

## Maggio(6)
- 3 maggio - Giuliano Marco Giampiccoli, incisore italiano († 1759)
- 8 maggio - Johann Gottlob Harrer, compositore tedesco († 1755)
- 10 maggio - John Winslow, generale britannico († 1774)
- 12 maggio - Juan Portugal de la Puebla, patriarca cattolico spagnolo († 1781)
- 17 maggio - Sebastiano Ceccarini, pittore italiano († 1783)
- 21 maggio - Maria Francesca di Oettingen-Spielberg, principessa tedesca († 1737)

## Giugno(5)
- 6 giugno - Louis de la Corne, militare francese († 1761)
- 17 giugno - John Wesley, teologo inglese († 1791)
- 21 giugno - Joseph Lieutaud, medico francese († 1780)
- 24 giugno - Anne Lennox, nobildonna britannica († 1789)
- 28 giugno - Alberico Clemente Carlini, religioso e pittore italiano († 1775)

## Luglio(3)
- 5 luglio - Jack Broughton, pugile inglese († 1789)
- 18 luglio - Leopold Josef Hannibal Petazzi de Castel Nuovo, vescovo cattolico italiano († 1772)
- 26 luglio - Christophe de Beaumont, arcivescovo cattolico francese († 1781)

## Agosto(6)
- 2 agosto - Lorenzo Ricci, gesuita e teologo italiano († 1775)
- 4 agosto - Luigi di Borbone-Orléans, nobile francese († 1752)
- 16 agosto - Cornelio Caprara, cardinale italiano († 1765)
- 16 agosto - Domenico Moro, giurista e tipografo italiano
- 16 agosto - John Taylor, medico inglese († 1770)
- 23 agosto - Robert James, medico inglese († 1776)

## Settembre(4)
- 3 settembre - Giovanni Teodoro di Baviera, cardinale e vescovo cattolico tedesco († 1763)
- 16 settembre - Guillaume-François Rouelle, chimico e farmacista francese († 1770)
- 27 settembre - Augustin Haller von Hallerstein, gesuita e missionario tedesco († 1774)
- 29 settembre - François Boucher, pittore francese († 1770)

## Ottobre(8)
- 5 ottobre - Jonathan Edwards, filosofo e teologo statunitense († 1758)
- 7 ottobre - Federico di Baden-Durlach, principe tedesco († 1732)
- 13 ottobre - Andrea Belli, architetto maltese († 1772)
- 13 ottobre - Francisco Ximenes de Texada, militare spagnolo († 1775)
- 15 ottobre - Benigna Gottlieb von Trotha gt Treyden, duchessa lettone († 1782)
- 18 ottobre - Benedetto Veterani, cardinale italiano († 1776)
- 28 ottobre - Antoine Deparcieux, matematico francese († 1768)
- 28 ottobre - Johann Gottlieb Graun, compositore tedesco († 1771)

## Novembre(6)
- 11 novembre - Władysław Aleksander Łubieński, arcivescovo cattolico polacco († 1767)
- 16 novembre - Johann Christoph Bohl, medico tedesco († 1785)
- 18 novembre - Michiel van Huysum, pittore olandese († 1777)
- 18 novembre - Andrew Rollo, V lord Rollo, generale e nobile britannico († 1765)
- 25 novembre - Jean-François Séguier, naturalista francese († 1784)
- 26 novembre - Theophilus Cibber, attore teatrale e commediografo inglese († 1758)

## Dicembre(4)
- 11 dicembre - Giovanni Antonio Medrano, architetto, ingegnere e militare italiano († 1760)
- 24 dicembre - Aleksej Il'ič Čirikov, navigatore e esploratore russo († 1748)
- 24 dicembre - Christen Lindencrone, mercante danese († 1772)
- 31 dicembre - Maria Eleonora del Liechtenstein, principessa austriaca († 1757)

## Senza giorno specificato(29)
- Nassrollah Mirza, principe persiano
- Pons Augustin Alletz, agronomo e saggista francese († 1785)
- Anton Wilhelm Amo, filosofo ghanese († 1759)
- Jacques-Nicolas Bellin, cartografo e geografo francese († 1772)
- Bartolomeo Bolli, architetto italiano († 1761)
- Henry Brooke, scrittore irlandese († 1783)
- Pietro Carattoli, architetto, decoratore e scenografo italiano († 1766)
- Giuseppe Carcani, compositore e organista italiano († 1779)
- Marianna Carlevarijs, pittrice italiana († 1750)
- James Douglas, I baronetto, ammiraglio, politico e nobile britannico († 1787)
- Giuseppe Duprà, pittore italiano († 1784)
- Fukuda Chiyo-ni, poetessa e pittrice giapponese († 1775)
- Giuseppe Callisto Gentili, diplomatico e abate italiano († 1776)
- Ayagawa Gorōji, lottatore di sumo giapponese († 1765)
- Ignazio Hugford, pittore e restauratore italiano († 1778)
- Alessandro V d'Imerezia, re († 1752)
- John Frederick Lampe, compositore e fagottista tedesco († 1751)
- Giovanni Larber, botanico e medico italiano († 1761)
- Thomas Leseur, matematico e fisico francese († 1770)
- André Levret, medico francese († 1780)
- Robert Morris, architetto e scrittore britannico († 1754)
- Muḥammad ibn ʿAbd al-Wahhāb, teologo arabo († 1792)
- Giuseppe Antonio Pianca, pittore italiano († 1762)
- Gaetano Piattoli, pittore italiano († 1774)
- Gaetano Sabatini, disegnatore e pittore italiano († 1734)
- Jeremy Sambrooke, VI baronetto, politico inglese († 1740)
- Thomas Slade, ingegnere britannico († 1771)
- Georg Andreas Sorge, organista e compositore tedesco († 1778)
- Anna Maria Strada, soprano italiano († 1775)